# Come diventare grandi nonostante i genitori
Come diventare grandi nonostante i genitori (Alex & Co.: Como Crescer, apesar dos Pais, no Brasil) é um filme de 2016 baseado na série do Disney Channel Alex & Co., dirigido por Luca Lucini e produzida pela The Walt Disney Company Italia e 3ZERO2.

## Sinopse
É cada vez mais frequente os pais assumirem comportamentos competitivos em relação aos professores de seus filhos: contestam as notas, se perdem em simpatias, antipatias e complôs. Assim, em vez de ajudar na formação de seus filhos, eles se tornam obstáculos intransponíveis para o seu crescimento. Isto é o que acontece quando a nova diretora do colégio decide não participar da competição nacional escolar de bandas, os jovens, que têm uma paixão desenfreada pela música, sofrem um sério golpe. Apesar da oposição da escola e dos pais, eles decidem reagir e se inscrever igualmente no concurso. O grande desafio vai levá-los a crescer de uma forma incrível entre emoções e obstáculos de todos os tipos.

## Elenco
- Leonardo Cecchi: Alex Leoni
- Eleonora Gaggero: Nicole De Ponte
- Beatrice Vendramin: Emma Ferrari
- Saul Nanni: Christian Alessi
- Federico Russo: Samuele "Sam" Costa
- Giovanna Mezzogiorno: Mary Riley
- Paolo Calabresi: Michele
- Margherita Buy: Silvia Rufini
- Matthew Modine: Bob Riley
- Emanuele Misuraca: Davide Aiello
- Chiara Primavesi: Evelyn Riley
- Toby Sebastian: Pat Riley
- Sergio Albelli: Diego Leoni
- Ninni Bruschetta: Igor Alessi
- Paulo Pierobon: Rick De Ponte
- Roberto Citran: Amedeo Augusto Ferrari
- Giovanni Calcagno: Giovanni Aiello
- Francesca De Martini: Monica Alessi
- Sara D'Amario: Sara De Ponte
- Nicola Stravalaci: prof. Strozzi (professor de geografia)
- Michele Cesari: prof. Giovanni Belli (professor de literatura)
- Gabriella Franchini: Wilma (Avó de Sam)
- Elena Lietti: Elena Leoni
- Aglaia Mora: Paola Aiello

## Trilha sonora
A canção do filme "The Strawberry Place" e "I Can See the Stars" estão incluídas no álbum Welcome to Your Show. O filme também conta com as músicas da série Alex & Co. como, "All the While", "Truth or Dare", "Music Speaks" e "We are One".

## Dublagem
| Personagem                    | Dublagem               |
| Personagens Principais        | Personagens Principais |
| ----------------------------- | ---------------------- |
| Alex Leoni                    | Ítalo Luiz             |
| Emma Ferrari                  | Adriana Chiovatto      |
| Nicole De Ponte               | Luiza Porto            |
| Samuele "Sam" Costa           | Daniel Figueira        |
| Christian Alessi              | Filipe Cavalcante      |
| Davide Aiello                 | Marcus Pejon           |
| Evelyn Riley                  | Agatha Paulita         |
| Personagens Recorrentes       |                        |
| Amedeo Augusto Ferrari        | Marcelo Pissardini     |
| Professor "Escorpião" Strozzi | Alex Barone            |
| Professor Giovanni Belli      | Glauco Marques         |
| Mary Riley                    | Alessandra Araújo      |
| Michele                       | Fábio de Castro        |
| Silvia Rufini                 | Adriana Pissardini     |
| Igor Alessi                   | Cassius Romero         |
| Monica Alessi                 | Cecília Lemes          |
| Paola Aiello                  | Márcia Regina          |
| Sara De Ponte                 | Letícia Quinto         |
| Rick De Ponte                 | Márcio Marconato       |
| Wilma                         | Patrícia Scalvi        |
| Elena Leoni                   | Marli Bortoletto       |
| Diego Leoni                   | Marco Antônio Abreu    |
| Bob Riley                     | Carlos Seidl           |
| Giovanni Aiello               | César Marchetti        |
| Pat Riley                     | Vagner Fagundes        |
| Federico Russo (DJ)           | Marcelo Salsicha       |

| Créditos da dublagem | Brasil           |
| -------------------- | ---------------- |
| Direção de Dublagem  | Tatiane Keplmair |
| Tradução             | Bvaz Idiomas     |
| Diretor Criativo     | Raúl Aldana      |
| Diretor Musical      | Nandu Valverde   |
| Dublado nos Estúdios | TV Group Digital |

## Produção
Em 2 de dezembro de 2015, foi anunciada a data de lançamento, prevista para setembro de 2016, de um filme baseado na série Disney Alex & Co. foi anunciado.
Em 31 de março de 2016, a Walt Disney Company anunciou que o filme seria dirigido por Luis Prieto e teria contratado como roteirista o Gennaro Nunziante, entretanto a data de lançamento foi adiada a partir de 24 de novembro de 2016.
Em 21 de outubro de 2016, anunciou-se que Luis Prieto foi substituído por Luca Lucini como diretor e que o filme teria o título de "Come diventare grandi nonostante i genitori". Em janeiro de 2018 anunciou-se o título no Brasil, "Alex & Co. – Como Crescer, apesar dos Pais" através do Disney Planet News, no canal oficial do Disney Channel no YouTube.

## Divulgação
O primeiro trailer foi lançado em 21 de outubro de 2016, enquanto o trailer oficial foi lançado em 10 de novembro de 2016.

## Distribuição
O filme foi lançado em cinemas italianos em 24 de novembro de 2016, enquanto o DVD foi lançado em 15 de março de 2017.
Nos Estados Unidos, o filme foi apresentado em 21 de fevereiro de 2017 no Festival de Cinema Italiano em Los Angeles, enquanto em países onde  Alex & Co.  foi exibido, o filme foi transmitido no canal Disney Channel, durante 2017 e 2018.